# Sisyra palmata
Sisyra palmata là một loài côn trùng trong họ Sisyridae thuộc bộ Neuroptera. Loài này được New miêu tả năm 1984.